# Salia acuminatalis
Salia acuminatalis là một loài bướm đêm trong họ Noctuidae.